# Елементи цивільних правовідносин
Цивільні правовідносини можуть існувати тільки за наявності певних елементів, до яких відносять:
- учасників або суб'єктів правовідносин, тобто осіб, які беруть участь у них;
- об'єкти правовідносин, що являють собою немайнове або майнове благо, стосовно якого виникає певний зв'язок між суб'єктами певного правовідношення;
- зміст правовідносин, який складають суб'єктивні цивільні права та суб'єктивні цивільні обов'язки їх учасників.

### Суб'єкти правовідносин
Суб'єктами або учасниками цивільних правовідносин відповідно до ст. 2 ЦК є фізичні та юридичні особи, держава Україна, АРК, територіальні громади, іноземні держави та інші суб'єкти публічного права. Суб'єктами цивільних правовідносин можуть також виступати АРК і територіальні громади сіл, селищ, міст та районів у містах, інші суб'єкти публічного права, юридичні особи.

### Об'єкти цивільних правовідносин[1]
Об'єктом правовідношення є те, з приводу чого виникає і здійснюється суспільний зв'язок між суб'єктами. Стосовно цивільних правовідносин не важко помітити, що всі вони складаються з приводу певного майнового чи немайнового блага.
Майновими об’єктами цивільних правовідносин є речі, гроші, цінні папери, а також майнові права
Немайновими об'єктами є :
а) результати інтелектуальної, творчої діяльності або об'єкти права інтелектуальної власності (твори науки, літератури, мистецтва, відкриття, винаходи тощо);
б) інформацію (документовані або публічно оголошені відомості про події та явища, які мали або мають місце у суспільстві, державі та навколишньому середовищі);
в) особисті немайнові блага (честь, гідність, ділова репутація, ім'я, зображення, приватне життя тощо).

### Юридичний зміст цивільних правовідносин
Юридичний зміст — це суб'єктивні права та обов'язки суб'єктів цивільного права
Суб'єктивне цивільне право — міра дозволеної поведінки, що належить учаснику цивільних правовідносин. 
Суб'єктивний цивільний обов'язок-це міра належної поведінки забов'язаного учасника цивільного правовідношення, яка може полягати в необхідності здійснення дій активного або пасивного характеру. Суб'єктивне право та суб'єктивний обов'язок — це ті первинні складові, які становлять зміст цивільних правовідносин.